# 飯野和好
飯野 和好（いいの かずよし、1947年 - ）は、日本のイラストレーター、絵本作家。神奈川県鎌倉市在住。

## 経歴
埼玉県秩父郡長瀞町出身。戦国時代から続く農家に、3人兄弟の次男として生まれる。電気系の高校を中退して群馬県高崎市のデパートに3年間勤務し、売り場の広告などを描く。出入り業者の人から「絵の勉強を勧められたことを機にデパートを辞め、上京して東京デザイナー学院グラフィック科に入学し、コスチューム科に転じて卒業。婦人服のデザイナーとして小さなメーカーに勤務したが1年余で退職し、1967年にセツ・モードセミナー入学（1968年に中退）。
1969年、雑誌「anan」に連載した「きむずかしやのピエロットものがたり」でデビュー。「小さなスズナ姫シリーズ」で第11回赤い鳥さし絵賞受賞。「ねぎぼうずのあさたろう」（福音館書店）で第49回小学館児童出版文化賞を受賞。「みずくみに」で第20回日本絵本賞を受賞。「ぼくとお山と羊のセーター」で第70回産経児童出版文化賞タイヘイ賞を受賞。

## 著書
- 『わんぱくえほん』（偕成社） 1981
- 『ハのハの小天狗』（ほるぷ出版） 1991
- 『妖怪図鑑』（童心社） 1994
- 『これこれおひさま』（詩：小野寺悦子、のら書店） 1994
- 『むかでのいしゃむかえ』（福音館書店） 1998
- 『ヤギの絵本』（農文協） 2000
- 『シイタケの絵本』（農文協） 2001
- 『赤ずきん』（グリム、教育画劇） 2001
- 『ジャックと豆のつる』（ジェイコブズ、三起商行（ミキハウス））
- 『ふようどのふよこちゃん』（理論社） 2005
- 「子どものための詩の本」シリーズ 全11冊（詩：小野寺悦子、のら書店） 2005
- 『しんた、ちょうたのすっとび! かごどうちゅう』（Gakken） 2006
- 『しんた、ちょうたのすっとびかご! ～ なぞのおおにもつ』（Gakken） 2010
- 『つぎのかたどうぞ』（小学館） 2011
- 『つぎのかたどうぞ しおきちくんのたびにっき』（小学館） 2014
- 『月見草の花嫁』（BL出版） 2014
- 『みずくみに』（小峰書店） 2014
- 『へのかっぱ』（絵本館） 2014
- 『かめ』（ビリケン出版） 2015
- 『どろだんごと たごとのつきまつり』（BL出版） 2015
- 『おせんとおこま』（ブロンズ新社） 2016
- 『ざしきわらしのおとちゃん』（小学館） 2016
- 『灰屋灰次郎 灰はございー』（アリス館） 2017
- 『ふようどのふよこちゃん おやまはだいじ』（理論社） 2018
- 『火 あやかし』（小峰書店） 2019
- 『おふろ、はいる?』（あかね書房） 2020
- 『かふんとみつ』（絵本塾出版） 2020
- 『ぼくとお山と羊のセーター』（偕成社） 2022
- 『人生はチャンバラ劇』（パイ インターナショナル） 2023

### 「くろずみ小太郎旅日記」シリーズ（クレヨンハウス）
1. 『くろずみ小太郎旅日記 その1 おろち退治の巻』
2. 『くろずみ小太郎旅日記 その2 盗賊あぶのぶんべえ退治の巻』
3. 『くろずみ小太郎旅日記 その3 妖鬼アメフラシ姫の巻』
4. 『くろずみ小太郎旅日記 その4 悲笛じょろうぐもの巻』
5. 『くろずみ小太郎旅日記 その5 吸血たがめ婆の恐怖の巻』
6. 『くろずみ小太郎旅日記 その6 怪僧わっくさ坊暴れる!の巻』
7. 『くろずみ小太郎旅日記 その7 秘湯、まぼろし谷の怪の巻』
8. 『くろずみ小太郎旅日記 その8 風雲きのこ山の助太刀の巻』

### 「ねぎぼうずのあさたろう」シリーズ（福音館書店）
1. 『ねぎぼうずのあさたろう その1 とうげのまちぶせ』
2. 『ねぎぼうずのあさたろう その2 しゅくばはずれのけっとう』
3. 『ねぎぼうずのあさたろう その3 人情渡し舟』
4. 『ねぎぼうずのあさたろう その4 火の玉おてつのあだうち』
5. 『ねぎぼうずのあさたろう その5 いそぎたび そばがきげんえもん』
6. 『ねぎぼうずのあさたろう その6 みそだまのでんごろうのわるだくみ』
7. 『ねぎぼうずのあさたろう その7 さんぞく まつぼっくりのもんえもんのなみだ』
8. 『ねぎぼうずのあさたろう その8 にんにくにきち はしる!』
9. 『ねぎぼうずのあさたろう その9 あめのつちやま きゅうべえのおもい!』
10. 『ねぎぼうずのあさたろう その10 ゆきはこんこんわたりどり』
11. 『ねぎぼうずのあさたろう その11 なかせんどう もどりたび』

### 「日本の神話」（パイ インターナショナル）
1. 『国生み イザナギ イザナミ』
2. 『天の岩戸 アマテラス』
3. 『スサノオ』
4. 『スサノオとオオムナチ』
5. 『因幡の素兎 オオナムチ』